# Ray Kennedy (voetballer)
Raymond (Ray) Kennedy (Seaton Delaval, 28 juli 1951 – 30 november 2021) was een Engels voetballer en voetbaltrainer die met Arsenal (1968–1975) en Liverpool (1975–1982) op het hoogste niveau uitkwam. Hij was een middenvelder en een aanvaller. Kennedy speelde zeventien interlands in het Engels voetbalelftal en scoorde drie keer.

## Biografie
Kennedy veroverde zes Engelse landstitels, een titel met jeugdclub Arsenal en vijf titels met Liverpool. Hij won driemaal de Europacup I met Liverpool tijdens het Bob Paisley-tijdperk (1977, 1978 en 1981). Hij won gedurende zijn carrière alle vooraanstaande Engelse bekers; de First Division en eenmalig de FA Cup (Arsenal) en de League Cup (Liverpool). Kennedy was gedurende zijn carrière vrijwel altijd een vaste waarde.
Met Arsenal won hij in 1970 de Jaarbeursstedenbeker, in de heenwedstrijd van de finale maakte Kennedy een doelpunt maar deze wedstrijd verloren ze met 3–1 in en tegen RSC Anderlecht. In de terugwedstrijd wonnen The Gunners met 3–0, waardoor de titel een feit was. Ook veroverde Kennedy zijn eerste Engelse landstitel met Arsenal in 1971, The Gunners zouden daarna achttien jaar geen kampioen worden. In 1971 won hij met Arsenal ook de FA Cup. In 1975 verkaste hij naar Liverpool, waar de offensieve middenvelder zijn nationale palmares opvulde. De League Cup werd gewonnen in 1981. Kennedy won de Europacup I met Liverpool in 1977, 1978 (tegen Club Brugge) en 1981 onder de legendarische trainer Bob Paisley. Real Madrid, met aanvoerder Santillana, in die tijd getraind door de Joegoslaviër Vujadin Boškov, werd verslagen in de finale van 1981. Linksachter Alan Kennedy scoorde in minuut 85.
Kennedy verliet Liverpool na het seizoen 1981/82 en trok naar Swansea City uit Wales. In 1983 verhuisde hij naar Hartlepool United, waar hij sterk afbouwde en rustig aan deed. In het seizoen 1984/85 speelde Kennedy op Cyprus, waar hij uitkwam voor Pezoporikos.
De toen 34-jarige Kennedy, die altijd met nummer 5 speelde, beëindigde in 1985 zijn loopbaan bij de Engelse amateurclub Ashington. Daarna werd de ziekte van Parkinson bij hem ontdekt.
Kennedy scoorde 109 doelpunten in 498 gespeelde competitiewedstrijden. In totaal scoorde hij 148 doelpunten in 581 wedstrijden.

## Overlijden
Kennedy overleed op 30 november 2021 op 70-jarige leeftijd

## Erelijst
Arsenal
- Jaarbeursstedenbeker: 1970
- Football League First Division: 1970/71
- FA Cup: 1971

 Liverpool
- Football League First Division: 1975/76, 1976/77, 1978/79, 1979/80, 1981/82
- FA Charity Shield: 1976, 1977 (gedeeld), 1979, 1980
- UEFA Cup: 1976
- Europacup I: 1976/77, 1977/78, 1980/81
- Europese Supercup: 1977
- Football League Cup: 1980/81

 Swansea City
- Welsh Cup: 1981/82

Individueel
- BBC Goal of the Season: 1978/79